# Henrik von Vicken
Henrik von Vicken, född 1624 i Preussen och död 11 april 1690 i Borås, var en tysk-svensk militär och landshövding. 
Han var son till borgaren i Riga Dietrich von Vicken och hans hustru Catharina Fuhrman. Han blev major 1649, överstelöjtnant vid Tavastehus läns regemente 1652. År 1657 blev han överste och chef för ett regemente bestående av bland annat tillfångatagna danskar efter stormningen av Frederiksodde. Han var kommendant i Demmin 1658. Fick fullmakt 1665 att vara kommendant i Helsingborg och blev 1667 överste för Kronobergs regemente. 1675 blev han naturaliserad svensk adelsman och introducerades på Riddarhuset som adliga ätten nummer 830 samma år. Han var landshövding i Kalmar län från 1677 till 1679 då han blev landshövding i Älvsborgs län, vilket han förblev fram till sin död. Han var gift första gången med Ilsabe Margareta Müller von der Lühnen (begravd ca 1672) och andra gången med Anna Posse av adelsätten Posse. Från 1681 bodde han på Alvhems kungsgård i Skepplanda socken i nuvarande Ale kommun. von Vicken begravdes i Fänneslunda kyrka i Fänneslunda socken i nuvarande Ulricehamns kommun.